# دولت‌آباد (روانسر)
 دولت‌آباد (روانسر)، روستایی از توابع بخش مرکزی شهرستان روانسر در استان کرمانشاه ایران است.

## جمعیت
این روستا مرکز دهستان دولت‌آباد است و جزو بخش مرکزی شهرستان روانسر استان کرمانشاه است. براساس سرشماری مرکز آمار ایران در سال ۱۳۸۵، جمعیت آن ۳۹۸ نفر (۱۰۴خانوار) بوده‌است.